# Fågelviken
Se även Fågelviken, badplats i Mölle.
Fågelviken är en by på Härnäset i Lysekils kommun, ungefär åtta kilometer från Brodalen. Under sent artonhundratal och tidigt nittonhundratal fanns där en aktiv stenindustri. Idag är det huvudsakligen ett fritidshusområde: 2005 var 67 av Fågelvikens 82 byggnader fritidshus.

## Galleri

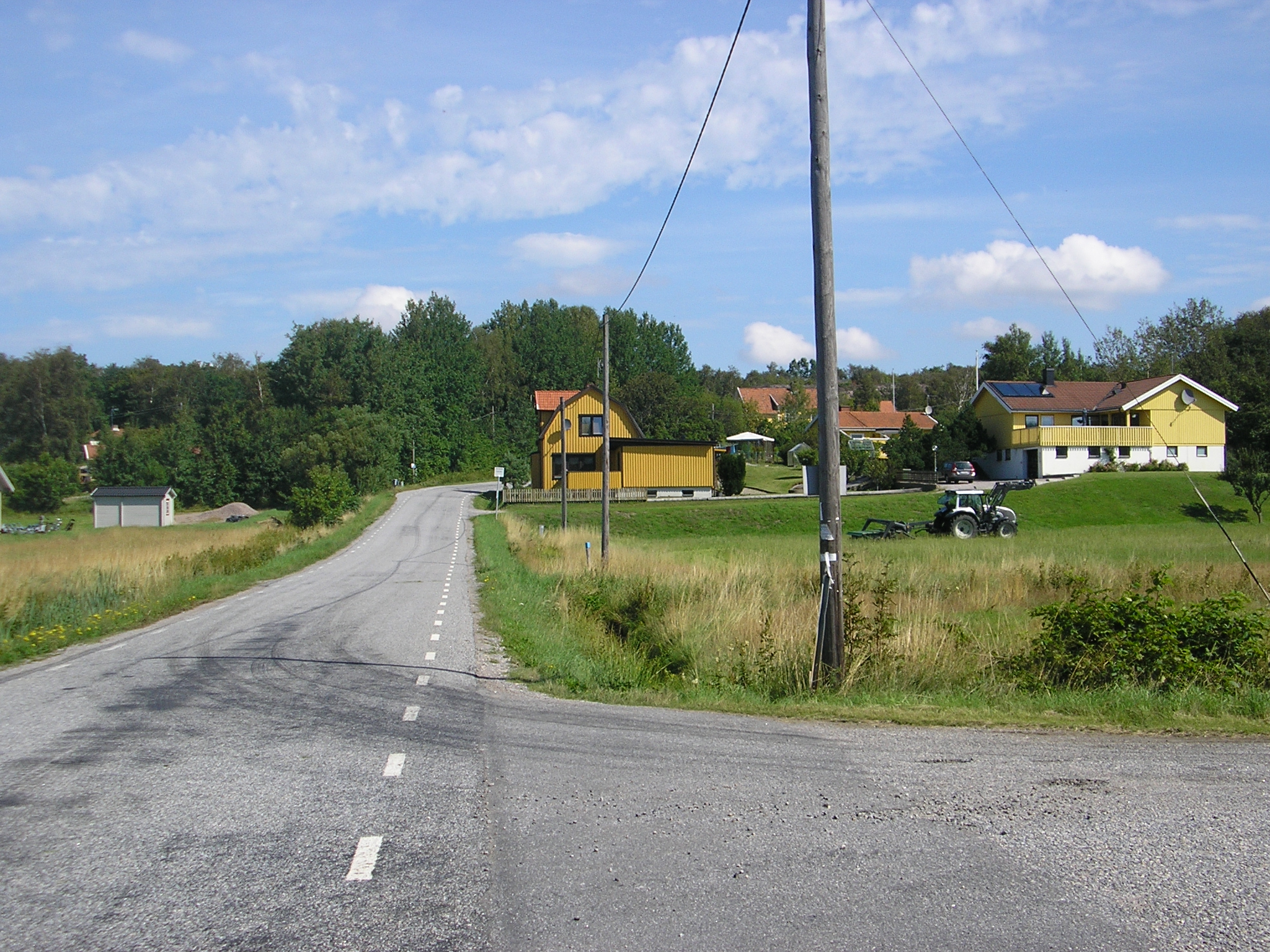
Fågelviken från Slävik.
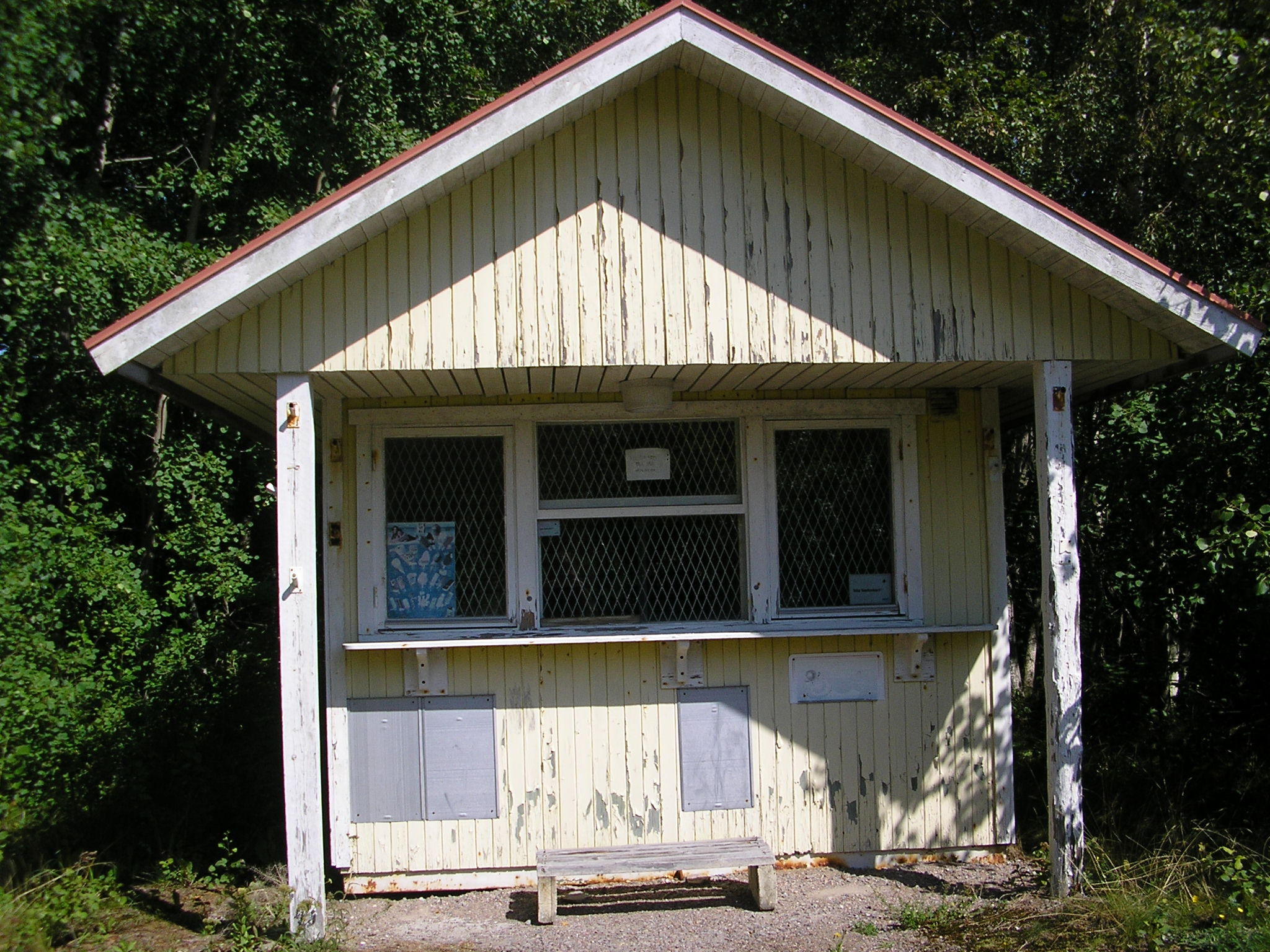
Den övergivna kiosken.
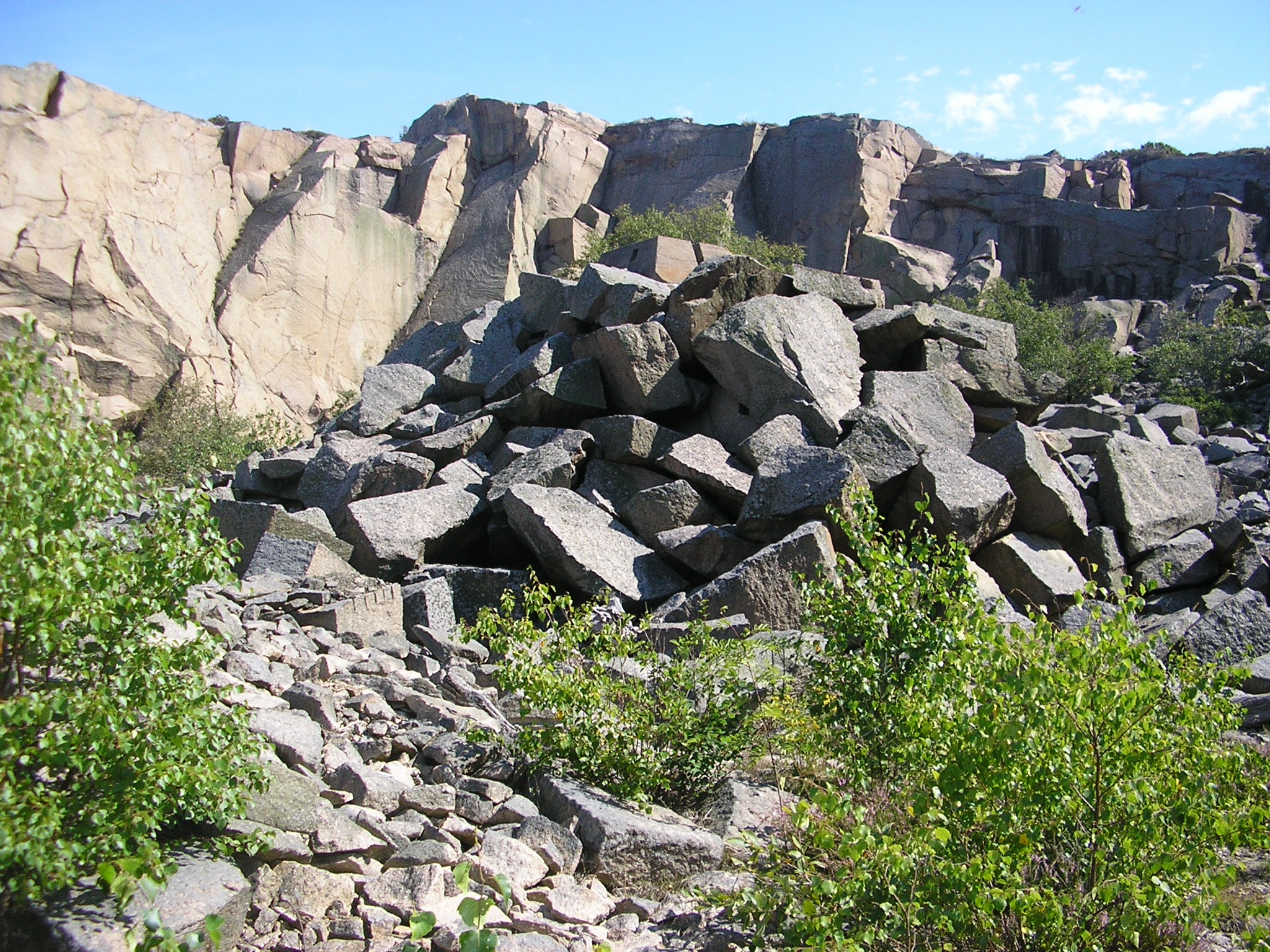
Det gamla granitbrottet.